# Woldemar von Hanneken
Woldemar Karl Alexander von Hanneken (* 15. April 1789 in Herzogenbusch; † 10. September 1849 in Pfohren) war ein preußischer Generalmajor und Kommandeur der 6. Kavallerie-Brigade.

## Leben

### Herkunft
Woldemar war der Sohn von Balthasar Georg von Hanneken (1744–1826) und dessen Ehefrau Margarete Ernestine Dorothea, geborene von Zülow (1754–1835). Sein Vater war mecklenburg-schwerinscher Major a. D. sowie Herr auf Dicheln und Nütschow. Auch sein Halbbruder Hans Ludwig (1780–1854) wurde preußischer Generalmajor.

### Militärkarriere
Hanneken besuchte das Berliner Kadettenhaus und wurde am 7. April 1806 als Kornett mit Patent vom 13. August 1805 im Kürassierregiment „von Beeren“ der Preußischen Armee angestellt. Während des Vierten Koalitionskrieges kämpfte er in der Schlacht bei Auerstedt und schloss sich im Mai 1807 als Sekondeleutnant dem Freikorps von der Marwitz an. Nach dem Krieg erhielt Hanneken am 10. April 1812 seinen Abschied als Premierleutnant.
Als solcher wurde er 1813 im 2. Husarenregiment der russisch-deutschen Legion angestellt. Während der Befreiungskriege nahm Hanneken an den Kämpfen bei Sehestedt sowie der Belagerung von Antwerpen teil und stieg im April 1814 zum Rittmeister auf. Am 29. März 1815 trat er wieder in preußische Dienste und wurde als Stabsrittmeister im 1. Ulanen-Regiment angestellt. Mitte Mai 1815 folgte seine Versetzung in das 1. Rheinische Landwehr-Kavallerie-Regiment sowie Anfang Juni 1815 die Beförderung zum Rittmeister. Hanneken befand sich im gleichen Jahr während des Sommerfeldzuges im Hauptquartier des Generalfeldmarschalls Blücher und nahm an der Schlacht bei Waterloo teil.
Nach dem Krieg wurde er am 31. Mai 1816 in den besoldeten Stamm des 6. Rheinischen Landwehr-Regiments übernommen. Er war dann vom 26. März 1820 bis Ende März 1828 im III. Bataillon des 30. Landwehr-Regiments tätig und kam anschließend mit der Beförderung zum Major in das II. Bataillon nach Saarlouis. Hanneken erhielt am 17. Oktober 1836 den Johanniterorden. Am 30. März 1837 beauftragte man ihn mit der Führung des 9. Husaren-Regiments. Vierzehn Tage später zunächst mit der Führung des 3. Dragoner-Regiments beauftragt, wurde Hanneken am 14. Januar 1838 zum Kommandeur dieses Regiments ernannt. In dieser Stellung stieg er bis September 1840 zum Oberst auf und wurde im gleichen Monat mit dem Roten Adlerorden III. Klasse mit Schleife ausgezeichnet. Am 30. März 1844 versetzte man Hanneken als Kommandeur der 6. Kavallerie-Brigade nach Stettin. Dort wurde er am 18. April 1844 dem 3. Dragoner-Regiment aggregiert und am 27. März 1847 zum Generalmajor befördert.
Anlässlich des Dresdner Maiaufstandes erhielt Hanneken am 2. Mai 1849 bei Görlitz das Kommando der Kavalleriebrigade in der mobilen Division Heinrich von Hollebens, die nicht mehr zum Einsatz kam. Bei der anschließenden Niederschlagung der Revolution in Baden und der Pfalz übernahm er am 9. Mai 1849 das Kommando der „1.(Avantgarden-) Division“ des „Ersten Armee-Korps“ unter Moritz von Hirschfeld, das aus Truppen des VII. Armee-Korps bestand. Hanneken führte sie im Gefecht bei Waghäusel und am 24. Juni 1849 im Gefecht bei Durlach. Hanneken starb am 10. September 1849 in Pfohren bei Donaueschingen an einem Schlaganfall.

### Familie
Hanneken heiratete am 3. September 1817 in Trier Kunigunde von Fritsch zu Horchheim (1797–1839). Das Paar hatte mehrere Kinder:
- Anna Waldburga Kunigunde Katharina Julie (1818–1882), ⚭ 1845 Hermann von Hanneken (1810–1886), preußischer Generalleutnant
- Bertha Alice Henriette (* 1819)
- Antonie (* 1822) ⚭ Friedrich Freiherr von Gregory (1821–1867), Major[2]
- Woldemar Georg Wilhelm (1824–1873), preußischer Oberstleutnant a. D.